# 圣弗朗索瓦德萨勒
圣弗朗索瓦德萨勒（法語：Saint-François-de-Sales，法語發音：[sɛ̃ fʁɑ̃swa də sal]）是法国萨瓦省的一个市镇，属于尚贝里区。

## 地理
圣弗朗索瓦德萨勒（45°40'52"N, 6°3'19"E）面积14.44 平方千米，位于法国奥弗涅-罗讷-阿尔卑斯大区萨瓦省，该省份为法国东部省份，历史上为薩伏依的一部分，北起上萨瓦省，西接伊泽尔省和安省，南部和东部与上阿尔卑斯省和意大利接壤。
与圣弗朗索瓦德萨勒接壤的市镇（或旧市镇、城区）包括：阿里特、莱代塞尔、莱什赖讷。

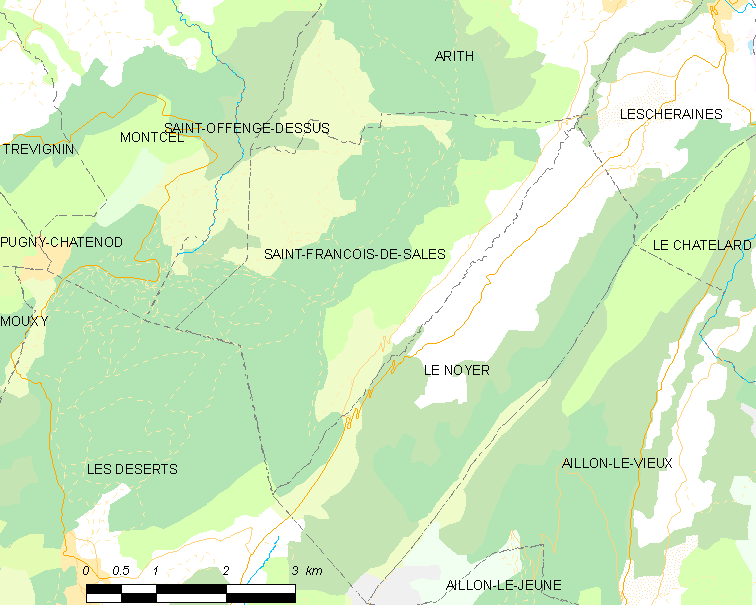
圣弗朗索瓦德萨勒的OSM定位图

圣弗朗索瓦德萨勒的时区为UTC+01:00、UTC+02:00（夏令时）。

## 行政
圣弗朗索瓦德萨勒的邮政编码为73340，INSEE市镇编码为73234。

## 政治
圣弗朗索瓦德萨勒所属的省级选区为圣阿尔邦莱斯县。

## 人口

1962-2008年间圣弗朗索瓦德萨勒人口变化图示

圣弗朗索瓦德萨勒于2022年1月1日时的人口数量为176人。